# Harry Schmidt (General)

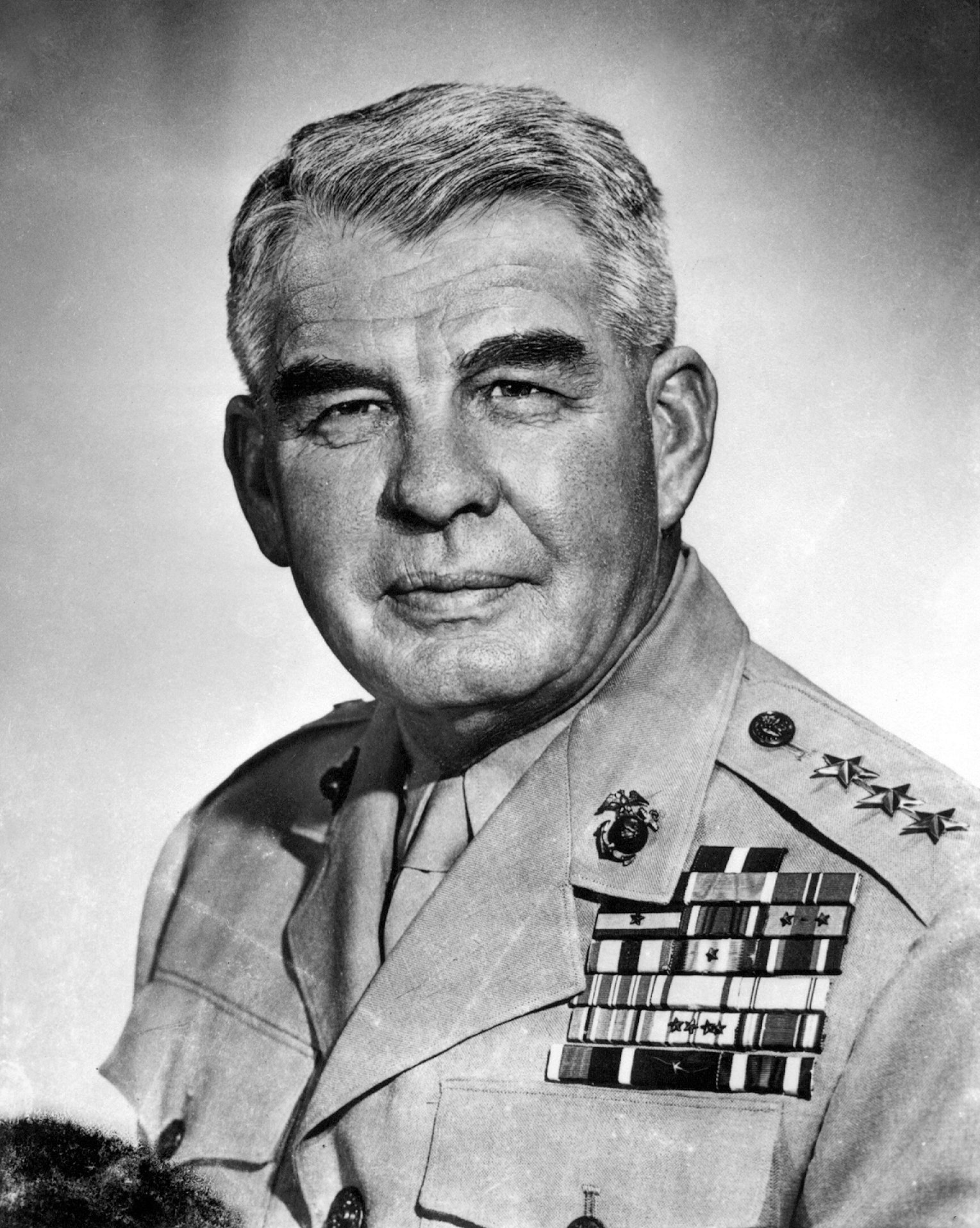
Harry Schmidt als Generalleutnant

Harry Schmidt (* 23. September 1886 in Holdrege, Nebraska; † 10. Februar 1968 in San Diego, Kalifornien) war ein US-amerikanischer General des United States Marine Corps. Während des Pazifikkrieges kommandierte er die 4. US-Marineinfanteriedivision  während der Schlacht um Kwajalein und der Schlacht um Saipan sowie das 5. Amphibious Corps während der Schlacht um Tinian und der Schlacht um Iwojima.

## Leben
Schmidt besuchte zwei Jahre lang das Nebraska State Normal College. Er wurde im August 1909 zum Leutnant der 2. Nebraska Infantry der Nationalgarde der Vereinigten Staaten ernannt. Er trat am 16. August 1909 aus der Nationalgarde aus, um am 17. August 1909 als Leutnant in das United States Marine Corps einzutreten. Im Sommer 1922 besuchte Schmidt die Marine Corps School auf der Marine Corps Base Quantico und wurde dann Ausbilder in derselben Einrichtung. Im Januar 1923 wurde er zum Major befördert. Im 1926 war er eine kurze Zeit beim 6. Marine Regiment in China eingesetzt. Nach dem Besuch des Command and General Staff College in Fort Leavenworth, Kansas, arbeitete er in der Zahlmeister-Abteilung im Hauptquartier des Marine Corps in Washington, in Shanghai  und dem Department of the Pacific. Während seines Aufenthaltes in China im Mai 1934 wurde er zum Oberstleutnant befördert. Im Juni 1937 wurde er als Stabschef der 2. Marine Brigade eingesetzt. Anfang Dezember 1937 wurde er zum Oberst befördert. Vor dem Zweiten Weltkrieg wurde er auch in Guam, Philippinen, Mexiko, Kuba und Nicaragua eingesetzt.
Im Dezember 1941 wurde Schmidt zum Brigadegeneral befördert und im darauffolgenden Monat als Assistent des Kommandeurs des Marine Corps eingesetzt. Im September 1942 wurde er zum Generalmajor befördert. Im August 1943 wurde er kommandierender General der 4. US-Marineinfanteriedivision. Ab Juli 1944 befehligte er das 5. Amphibische Korps. Er führte das Korps bei der Tinian-Invasion und während der Schlacht um Iwo Jima im Februar–März 1945. Nach der japanischen Kapitulation führte er seine Einheit auf dem besetzten japanische Festland. Im Februar 1946 übernahm er das Marine Training and Replacement Command in San Diego. Im März 1946 erhielt er die Beförderung zum Generalleutnant. Nach 39-jährigem Militärdienst trat er 1. Juli 1948 in den Ruhestand und wurde zum Abschied zum Vier-Sterne-General ernannt.

## Auszeichnungen
Er wurde mit zahlreichen Orden ausgezeichnet, darunter Navy Distinguished Service Medal und Legion of Merit. Er erhielt auch das Navy Cross, den zweithöchsten Militärorden der USA.